# Middleton (Lancashire)
Middleton – wieś w Anglii, w hrabstwie Lancashire, w dystrykcie Lancaster. Leży 75 km na północny zachód od miasta Manchester i 335 km na północny zachód od Londynu. W 2001 miejscowość liczyła 521 mieszkańców.